# Sicon de Bénévent
Sicon de Bénévent (Italien: Sicone I di Benevento ), mort en septembre 832, est un noble Lombard du IXe siècle qui devient prince de Bénévent de 817 à sa mort.

## Biographie
Sicon se réfugie à Bénévent en 810 et obtient la protection de prince Grimoald IV contre le roi Pépin d'Italie. Il devient l'un des conseillers de son protecteur qui le nomme ensuite Gastald d'Acerenza.
Après le meurtre de Grimoald IV en juillet 817, Sicon se fait élire en octobre de la même année prince par les habitants de Bénévent avec l'appui de Radelgise comte de Conza, soupçonné comme lui d'avoir participé au complot qui s'est conclu par la mort du prince. Radelgise se retire en 826 au Monastère de Mont-Cassin peut être pour expier son crime.
Sicon comme son prédécesseur reconnait l'autorité de Louis le Pieux qui reçoit ses ambassadeurs à Herstal en 818 lorsqu'ils viennent « excuser leur maître sur la mort de son prédécesseur ». Sicon cherche à agrandir sa principauté aux dépens des Byzantins. Vers 831 il assiège en vain Naples qui est sous leur protection mais l'oblige à payer tribut. Pour consolider sa position il s'allie avec Guy Ier de Spolète qui épouse sa fille. Il meurt en octobre 832 après un règne de 12 ans et 2 mois d'après le « Chronicon Salernitanum ».
À sa mort il laisse comme enfants:  
- Sicard de Bénévent qui lui succède comme prince.
- Siconolf futur prince de Salerne.
- Sikilenda épouse de Maion fils d'Azon selon René Poupardin.

Il est à noter qu' Adélaïde ou Itta épouse supposée de Guy Ier de Spolète n'est pas citée comme fille de Sicon de Bénévent par René Poupardin ni par la Foundation for Medieval Genealogy.

## Sources
- L'art de vérifier les dates Chronologie historique des ducs de Bénévent
- René Poupardin Études sur l'histoire des principautés lombardes de l'Italie méridionale et de leurs rapports avec l'Empire franc. Paris : Champion, 1907. [Lire en ligne (Internet Archive)]

## Source primaire
- (la) Erchempertus, Historia Langobardorum Beneventanorum.